# Monika Dannemann
Monika Dannemann (ur. 24 czerwca 1945 w Düsseldorfie, zm. 5 kwietnia 1996 w Seaford) – niemiecka łyżwiarka figurowa i malarka.

## Życiorys
Była ostatnią kobietą związaną z Jimim Hendrixem i ostatnią osobą która widziała go żywego. Napisała książkę The Inner World of Jimi Hendrix. W 1976 poznała muzyka niemieckiej grupy Scorpions Uliego Jon Rotha, z którym się związała i spędziła 20 lat.
Popełniła samobójstwo 5 kwietnia 1996, zatruwając się tlenkiem węgla.